# Adriana Caselotti
Adriana Elena Loreta Caselotti (Bridgeport, 6 de maio de 1916 — Los Angeles, 18 de janeiro de 1997) foi uma atriz ítalo-estadunidense.

## Biografia
Adriana nasceu em uma familia ligada a ópera. Seu pai italiano, Guido Caselotti, lecionava música em Nova York; sua mãe, Maria Orefice, cantou no Royal Opera; e sua irmã, Louise Caselotti, era cantora de ópera e professora de canto de Maria Callas. Adriana era uma soprano soubrette de voz muito ligeira e ágil, uma coloração infantil e muito doce. Ela tinha 18 anos quando Walt Disney a escolheu pessoalmente para atuar como Snow White. Ele não quis que ela participasse de nenhum outro filme mais, para manter a ilusão da personagem, com exceção de uma pequena participação em The Wizard of Oz.
Adriana tentou cantar ópera, investiu em imóveis e ações, foi casada quatro vezes, e sempre esteve no mercado publicitário devido a Snow White and the Seven Dwarfs.
Morreu de insuficiência respiratória devido a um câncer no pulmão, aos 80 anos.

## Filmografia
- The Fairest of Them All (1983) (TV)
- It's a Wonderful Life (1946)
- The Wizard of Oz (1939)
- Snow White and the Seven Dwarfs (1937)
- The Bride Wore Red (1937)
- Naughty Marietta (1935)